# U-414
U-414 — средняя немецкая подводная лодка типа VIIC времён Второй мировой войны.

## История
Заказ на постройку субмарины был отдан 15 августа 1940 года. Лодка была заложена 14 июня 1941 года на верфи Данцигер Верфт в Данциге под строительным номером 115, спущена на воду 25 марта 1942 года. Лодка вошла в строй 1 июля 1942 года под командованием оберлейтенанта Вальтера Хюта.

### Флотилии
- 1 июля — 31 декабря 1942 года — 8-я флотилия (учебная)
- 1 января — 30 апреля 1943 года — 6-я флотилия
- 1 мая — 25 мая 1943 года — 29-я флотилия

### История службы
Лодка совершила 3 боевых похода. Потопила одно судно водоизмещением 5979 брт, повредила одно судно водоизмещением 7134 брт. Потоплена 25 мая 1943 года в западном Средиземноморье, в районе с координатами 36°31′ с. ш. 00°40′ в. д., глубинными бомбами с британского корвета HMS Vetch. 47 погибших (весь экипаж).

### Волчьи стаи
U-414 входила в состав следующих «волчьих стай»:
- Falke 9 — 22 января 1943
- Haudegen 22 января — 9 февраля 1943

### Атаки на лодку
- 4 февраля 1943 года в Северной Атлантике лодка была атакована самолётом типа «Кёртис». Полученные повреждения вынудили U-414 вернуться на базу.